# オーストラリア首都特別地域立法議会
オーストラリア首都特別地域立法議会（オーストラリアしゅととくべつちいきりっぽうぎかい、英語: Australian Capital Territory Legislative Assembly）は、オーストラリア、オーストラリア首都特別地域とキャンベラの議会である。一院制を採用している。

## 機能
立法や予算の他、オーストラリア首都特別地域首相の選出機能も有している。